# Plagideicta turbata
Plagideicta turbata är en fjärilsart som beskrevs av Walker. Plagideicta turbata ingår i släktet Plagideicta och familjen nattflyn. Inga underarter finns listade i Catalogue of Life.